# يويا توركاي
يويا توركاي (باليابانية: 鳥養 祐矢) (مواليد 11 مايو 1988)، هو لاعب كرة قدم ياباني سابق كان يلعب كلاعب وسط.

## وصلات خارجية
- يويا توركاي على موقع رابطة كرة القدم اليابانية للمحترفين (اليابانية)
- يويا توركاي على موقع قاعدة بيانات كرة القدم.إي يو (الإنجليزية)
- يويا توركاي على موقع Soccerway.com (الإنجليزية)
- يويا توركاي على موقع عالم كرة القدم.نت (الإنجليزية)